# Rasbora johannae
Rasbora johannae är en fiskart som beskrevs av August Siebert och Guiry, 1996. Rasbora johannae ingår i släktet Rasbora och familjen karpfiskar. Inga underarter finns listade i Catalogue of Life.